# ادی مورفی بی‌تجربه
ادی مورفی بی‌تجربه (انگلیسی: Eddie Murphy Raw) فیلمی به کارگردانی رابرت تاونسند، نویسندگی ادی مورفی و کینن ایووری وایانز و تهیه‌کنندگی رابرت دی. واچز و کینن ایووری وایانز محصول سال ۱۹۸۷ میلادی است.